# Nacho Monreal
Ignacio "Nacho" Monreal Eraso (født 26. februar 1986 i Pamplona) er en tidligere spansk fodboldspiller, der spiller som venstre back hos Real Sociedad. Hertil kom han i 2019 fra Premier League-klubben Arsenal. Han spillede for CA Osasuna og Malaga i begyndelsen af sin seniorkarriere. Han debuterede for Osasuna 22. oktober 2006 i et ligaopgør mod Valencia CF.
Den 31. januar 2013 skiftede han til Arsenal F.C. for omkring 85 millioner kr.

## Landshold
Monreal står noteret for 22 kampe for Spaniens landshold, som han debuterede for i august 2009 i et opgør mod Makedonien. 

## Titler
FA Cup
- 2014 med Arsenal
- 2015 med Arsenal